# Southern Football League Premier Division
Southern Football League Premier Division var under åren 1959–2018, förutom 1979–1982 då det inte fanns någon division med det namnet, den högsta divisionen i den engelska fotbollsligan Southern Football League.
Divisionen delades inför 2018/19 års säsong upp i två nyskapade divisioner: Southern Football League Premier Division South och Southern Football League Premier Division Central.
Divisionen låg under de sista säsongerna på nivå sju i Englands ligasystem för fotboll.